# Saad Natiq
Saad Natiq (en árabe: سعد ناطق ناجي‎, Al-Najaf, Irak, 19 de marzo de 1994) es un futbolista de Irak que juega en las posiciones de defensa central y centrocampista, y que actualmente juega en el Al-Quwa Al-Jawiya de la Liga Premier de Irak.

## Carrera

### Club
| Periodo   | Club              |
| --------- | ----------------- |
| 2011-2014 | Masafi Al-Wasat   |
| 2014–2017 | Al-Quwa Al-Jawiya |
| 2017–2018 | Al-Arabi Doha     |
| 2018–2019 | Al-Quwa Al-Jawiya |
| 2019–2022 | Al-Shorta SC      |
| 2022      | Al-Batin FC       |
| 2022–2024 | Abha Club         |
| 2024–     | Al-Quwa Al-Jawiya |

### Selección nacional
Ha estado en el proceso de selecciones nacionales desde la categoría sub-20, jugando tres partidos en la Copa Mundial de Fútbol Sub-20 de 2013 en Turquía. También jugó en cinco ocasiones con la selección olímpica de 2014 a 2016, incluyendo su participación en las olimpiadas de Río de Janeiro 2016.
Con la selección absoluta debutó el 26 de agosto de 2015 en un partido amistoso ante Líbano en Sidón que terminó con victoria por 3-2. Su primer gol internacional lo anotó el 29 de enero de 2024 en la derrota por 2-3 ante Jordania en Al Rayyan en la Copa Asiática 2023.

## Logros
- Iraqi Premier League: 2016–17, 2021-22
- Iraq FA Cup: 2015-16
- Supercopa de Irak: 2019
- Copa AFC: 2016, 2018[3]